# Missione segreta (film 1942)
Missione segreta (Secret Mission) un film del 1942 diretto da Harold French.